# Emilie Enger Mehl
Emilie Enger Mehl (Lørenskog, 8 augustus 1993) is een Noors politica van Senterpartiet. Sinds oktober 2021 is zij minister van Justitie in het kabinet van Jonas Gahr Støre. Bij haar aantreden was zij met een leeftijd van 28 jaar de jongste minister van Justitie ooit in Noorwegen.

## Biografie
Enger Mehl werd geboren in Lørenskog, in de provincie Akershus, als dochter van Eivind Mehl en Ellen Engel Müller. De eerste jaren groeide zij op in Ås. Later verhuisde zij naar Åsnes, een dorp in de streek Finnskogen. De middelbare school volgde ze in Flisa. Na haar eindexamen verbleef ze een jaar in de Verenigde Staten. 
In 2012 begon zij een opleiding aan de hogeschool voor sport in het Deense Aalborg. Tussen 2014 en 2017 studeerde ze rechtsgeleerdheid aan de Universiteit van Oslo. Na haar afstuderen ging ze werken als advocaat-stagiaire in Oslo. Toen zij tot minister werd benoemd zegde ze haar baan op.

## Politieke carrière
Enger Mehl werd in 2012 gekozen tot voorzitter van de jongerenafdeling van Senterpartiet in Hedmark. In hetzelfde jaar werd ze gekozen in het bestuur van fylke Hedmark. In 2017 was ze kandidaat voor het Noorse parlement, de Storting. Ze werd als zesde en laatste direct gekozen in het kiesdistrict Hedmark. Bij de verkiezingen in 2021 werd ze herkozen. Nadat haar partij samen met AP een coalitieakkoord had gesloten werd Enger Mehl aangewezen als minister van Justitie. Op de dag van haar benoeming moest zij al reageren op de aanslag in Kongsberg.

## Trivia
In 2015 deed Enger Mehl aan het Noorse reality-programma Anno van NRK waarbij zij de wedstrijd won. In 2021 nam zij deel aan Kompani Lauritzen en wederom was zij de winnaar.